# Jakob Alfæus’ Søn
Jakob Alfæus' Søn (koiné: Ἰάκωβος, Iakōbos; aramæisk: ܝܥܩܘܒ ܒܪ ܚܠܦܝ; hebraisk: יעקב בן חלפי Ya'akov ben Halfai, koptisk: ⲓⲁⲕⲱⲃⲟⲥ ⲛⲧⲉ ⲁⲗⲫⲉⲟⲥ, arabisk: يعقوب بن حلفى) var en af Jesu tolv apostle, og optrådte under dette navn i alle tre synoptiske evangeliers og Apostlenes Gerninger's lister over apostlene. Han er ikke den samme person som Jakob den Ældre eller Jakob (Jesu bror) kaldet Jakob den Retfærdige. Han optræder kun fire gange i Det Nye Testamente, hver gang på en liste over de tolv apostle.